# Svetlana Toma

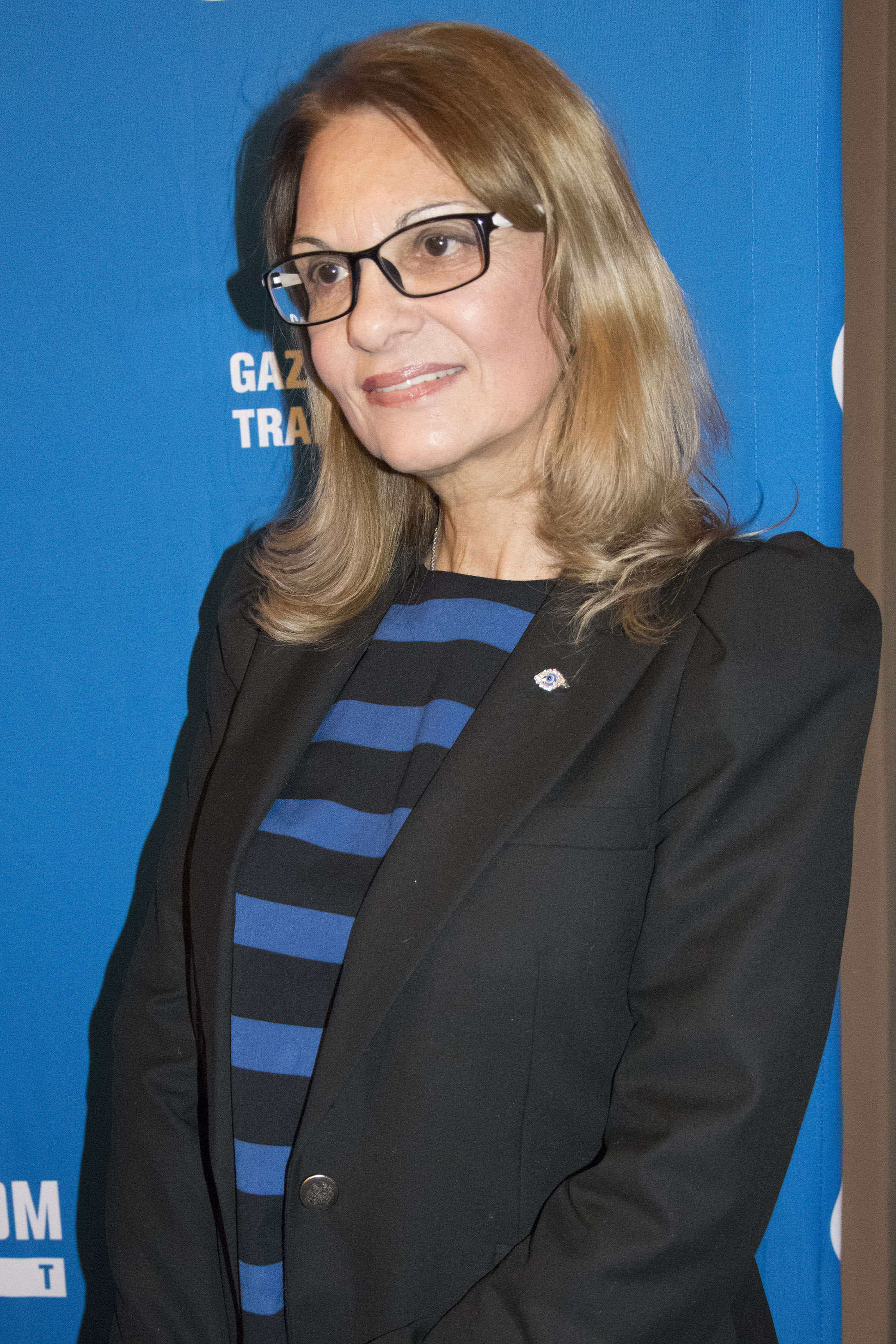
Svetlana Toma în 2016

Svetlana Toma (în rusă Светлана Андреевна Тома; n. 24 mai 1947, Chișinău, RSS Moldovenească, URSS) este o actriță din Republica Moldova, cunoscută pentru interpretarea rolului frumoasei țigănci Rada din filmul Șatra (1975). A făcut și carieră de fotomodel pentru o agenție italiană, prezentând colecții de lenjerie intimă.
A fost distinsă cu titlul de „cea mai bună actriță a cinematografiei moldovenești din secolul XX”.
Ea este prima actriță care a apărut dezbrăcată într-un film turnat în fosta URSS și primul sex simbol din Moldova.

## Biografie

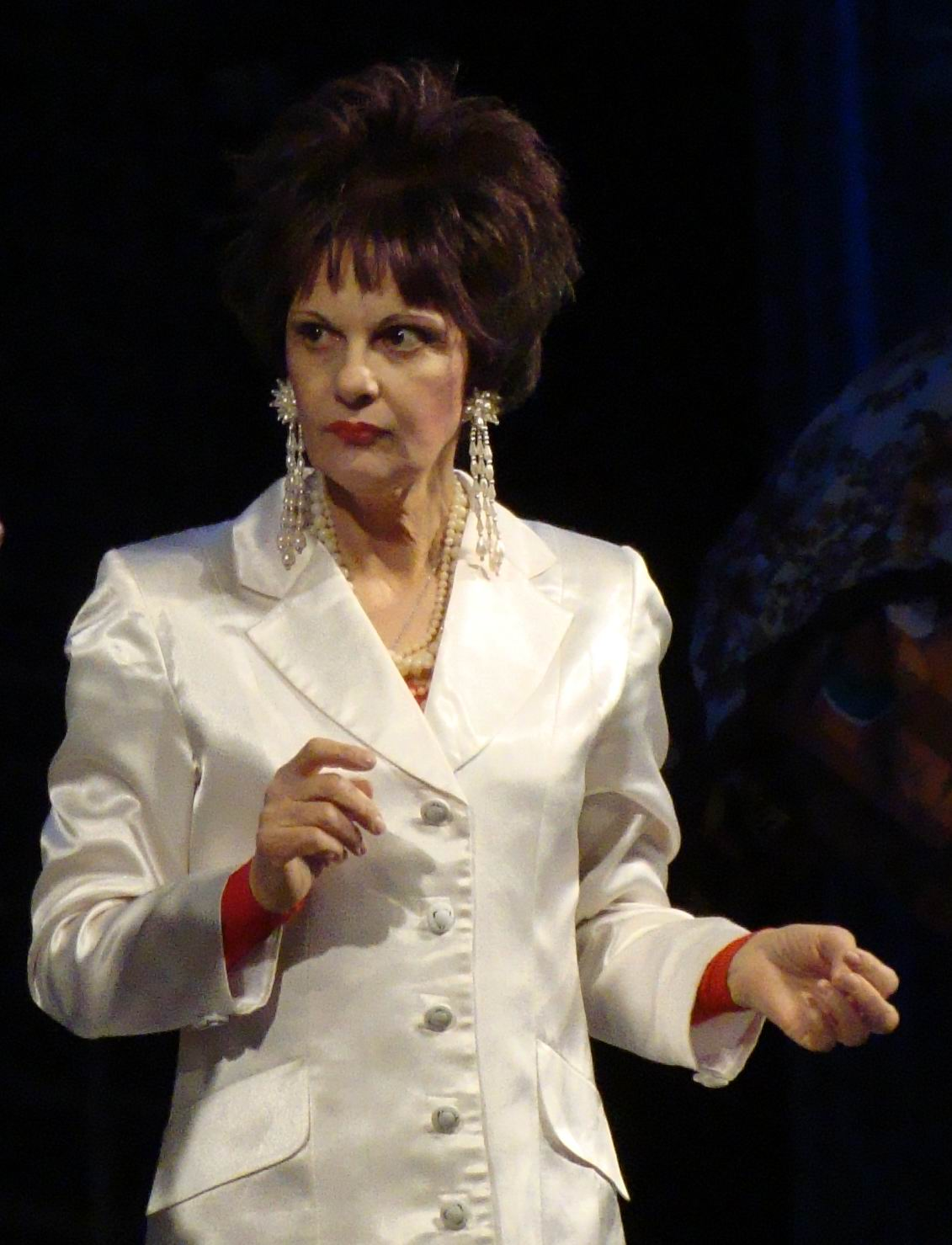
Svetlana Toma în 2009

Svetlana Toma s-a născut în municipiul Chișinău, cu numele de Svetlana Andreevna Fomiceva. Numele de Toma fiind un pseudonim artistic (nume de scenă), după declarațiile actriței acesta ar fi fost împrumutat de la un strămoș de pe linie maternă cu origini franceze.
Tatăl ei, Andrei Vasilevici Fomicev (October 8, 1913 –?) este născut în regiunea Lipețk, soldat în Armata Roșie și ulterior șef al unei ferme de stat, după colectivizare, din raionul Bălți. Mama sa, Ida (Ita) Suhaia, născută Ida Saulovna, este de origine evreiască ea participând la mișcarea ilegalistă comunistă din Basarabia în anii 1930. Svetlana și-a petrecut o parte din copilărie și adolescența în municipiul Bălți, unde a absolvit în anul 1965 Școala medie nr. 16. Apoi a studiat la Institutul de Arte din Chișinău (1965-1969). 
În anul 1966, pe când era încă studentă, a debutat ca actriță (în rolul Ioanei, fiica ciobanului Iluță) în filmul Poienele roșii, produs de studioul „Moldova-film” și regizat de Emil Loteanu. Tot regizorul Loteanu a fost cel care i-a schimbat numele în cel de Svetlana Toma.
După absolvirea studiilor la Institut în anul 1969, Svetlana se căsătorește cu Oleg Lacin, colegul ei de curs, plecând împreună la Tiraspol, acolo unde se fondase un nou teatru de tineret. La scurtă vreme, Oleg moare tragic, iar Svetlana revine la Chișinău, ca actriță la Teatrul dramatic rus „A.P. Cehov”. Din căsătoria sa cu actorul Oleg Lacin, are o fiică, Irina Lacina, născută la Bălți, devenită și ea actriță notabilă. 
Revenită la Chișinău, Svetlana Toma continuă să joace în filme. Abandonează în anul 1976 scena de teatru în favoarea rolurilor din filme, fiind angajată de studioul cinematografic „Moldova film” și distribuită de Emil Loteanu în mai multe filme regizate de el. 
Rolurile care au consacrat-o ca actriță de film sunt Ioana din Poienele roșii (1966), Rada din Șatra (1975) și Veronica din Luceafărul (1986). Ca o recunoaștere a interpretării sale de excepție, Svetlana Toma a obținut Premiul pentru cel mai bun rol feminin (Rada) la Festivalul Internațional de filme din Praga (1977), Diploma „Cea mai bună actriță a festivalului” (pentru rolul său din filmul Șatra) la Festivalul Internațional de filme din Panama (1977), Diploma Uniunii Cineaștilor și Comitetului de stat pentru cinematografie pentru cel mai bun rol feminin (Chișinău, 1979) din filmul Vreau să cânt.  
Svetlana Toma locuiește în prezent la Moscova. Ea este vegetariană.
În aprilie 2008, actrița Svetlana Toma a primit titlul de Cetățean de Onoare al municipiului Bălți, pentru „contribuția substanțială în dezvoltarea culturii și artei, precum și pentru susținerea relațiilor de prietenie cu municipiul Bălți”, ca urmare a unui demers inițiat din partea asociațiilor comunităților ruse, evreiești și ucrainene din localitate.

## Distincții
- Artist Emerit al RSS Moldovenești (1979)
- Artist Emerit al Rusiei (2001)[20][21][22]
- Artist al Poporului din Republica Moldova (2008)
- Cea mai bună actriță a cinematografiei moldovene din secolul XX

Alte premii
- Premiul pentru cel mai bun rol feminin, Rada, Festivalul Internațional de Filme Praga (1977)
- Diploma “Cea mai bună actriță” a Festivalului Internațional de Filme Panama (1977) pentru rolul din filmul „Șatra”
- Diploma Uniunii Cineaștilor și a Comitetului de stat pentru cinematografie pentru Cel mai bun rol feminin „Vreau să cânt” (1979)[9]

## Filmografie

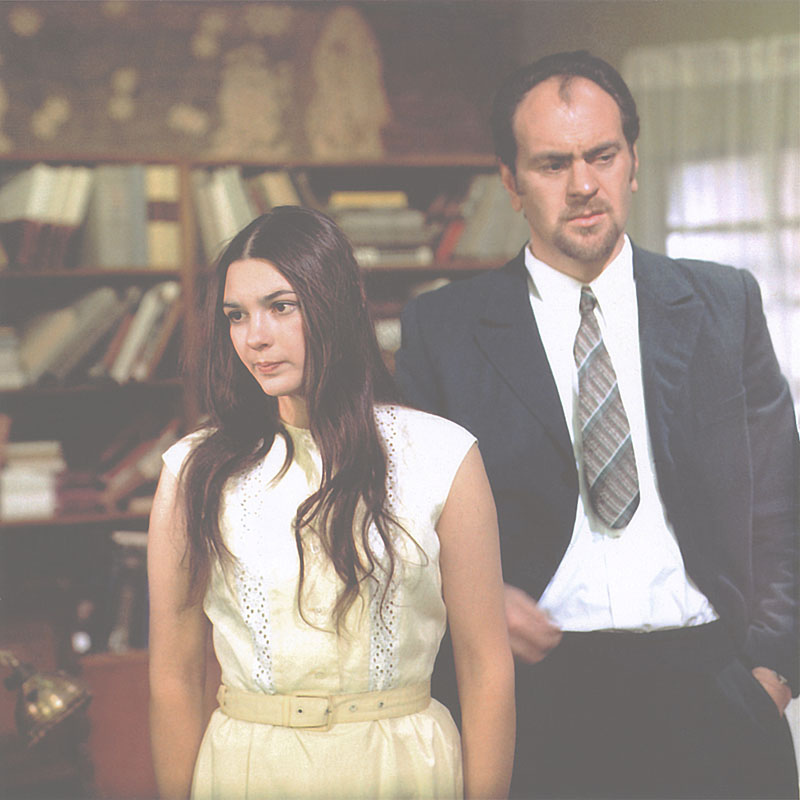
Svetlana Toma și Ion Ungureanu la turnarea unui film la finele anilor '60

- 1966 Poienele roșii (Красные поляны) - Ioana
- 1968 Această clipă - franțuzoaica
- 1969 Cadavrul viu, regia Vladimir Vengherov - Mașa (vocea dublată de Liudmila Gurcenko)
- 1971 Lăutarii, regia Emil Loteanu - mireasa lui Radu Negostin
- 1973 Casă pentru Serafim - Sofica
- 1973 Casa părintească  - Ileana
- 1975 Șatra (Табор уходит в небо), regia Emil Loteanu - Rada
- 1976 O întâmplare la festival - Viorica
- 1978 O dramă la vânătoare (Мой ласковый и нежный зверь) - Tina
- 1978 Rădăcina vieții (episod)
- 1978 Suspectul - Anna Saburova
- 1979 Vreau să cânt - Marcela Bazatin
- 1981 La porțile satanei
- 1983 Ana Pavlova (Mosfilm, 5 episoade) - Liubov Feodorovna
- 1984 Cum să devii celebru - actrița
- 1985 Vânt sălbatic (coproducție moldo-iugoslavă,)
- 1986 Luceafărul - Veronica
- 1988 Țiganii mei (Gruzia-film) - Oxana
- 1989 Durerea - profesoara
- 1989 Cursa - Maria
- 1990 Dina
- 1991 Igra v smert, ili postoronnii
- 1991 Blujdaiușcie zviozdî
- 1995 Budem jit
- 2001 Poklonnik - englezoaica
- 2002 "Vorovka 2. Șceastie na prokat" - serial TV
- 2003 Bednaia Nastea - serial TV